# Parc Saint-Pierre (Amiens)
Pour les articles homonymes, voir Parc Saint-Pierre.
Le parc Saint-Pierre est un parc public d'Amiens, en France.

## Caractéristiques
Il s'est substitué à l'espace semi-sauvage autour de l'étang de Saint-Pierre, jadis paradis des pêcheurs et des campeurs. 
Conçu en 1993 par la paysagiste Jacqueline Osty, c'est un espace vert de 22 ha, en bordure du canal de la Somme, à proximité du quartier Saint-Leu, du faubourg Saint-Pierre et des hortillonnages. 
C'est un jardin contemporain. Une passerelle, sous le pont Beauvillé, permet de rejoindre l'embarcadère des Hortillonnages. Une autre, au sud, enjambe la Somme et relie le parc au quartier Saint-Leu.
Conçu selon les normes du développement durable (aucun arrosage n’est à effectuer, aucun produit phytosanitaire n’est utilisé, etc.), ce projet a été lauréat du Prix du paysage, décerné par le Ministère de l’Écologie et du Développement durable en 2005.

## Aménagements paysagers
Le parc a obtenu en 1994 le prix de l'aménagement urbain catégorie Parcs et jardins.
L'espace est organisé autour de la « Promenade des jours », longue de 620 mètres, il est divisé en plusieurs jardins : 
- à l'ouest, le « Labyrinthe » reproduisait, avec ses dalles claires, celui de la cathédrale
- à l'est, le « Glacis des ginkgos » s'arrête à l'amphithéâtre de verdure.
- les « chambres vertes »", espaces quadrillés de haies abritent différentes activités sportives : basket, tennis, roller-skate.
- la prairie et la plaine de jeux sont le domaine des enfants

L'eau omniprésente sur le site sous différents aspects : 
- miroir d'eau de l'étang et son chevelu de rieux (petits canaux),
- bassin aux nymphéas
- « marias » des jardins humides,
- jeux de cascade.

## Espèces végétales

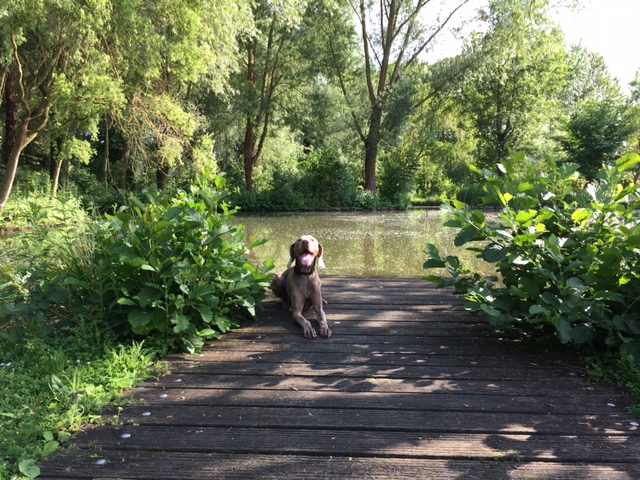
Parc Saint Pierre - Printemps 2016

### Arbres remarquables
- alnus glutinosa (aulne glutineux),
- nothofagus betuloides (hêtre de Magellan),
- ginkgo biloba, (arbre aux quarante écus)
- prunus avium (cerisier et merisier des oiseaux),
- populus simonii, (peuplier de Simon)
- populus tremula (tremble),
- prunus padus (cerisier ou merisier à grappes),
- taxodium distichum (cyprès chauve ou cyprès de Louisiane)...

### Arbres d'alignement
- platanus aceriforia (platane commun),
- Sorbus aucuparia (sorbier des oiseleurs)...

- Arbres fruitiers,

- Arbustes,

- Plantes vivaces.

## Événements
- Minuit avant la Nuit, festival de musique qui se tient au mois de juin[1].